# Козьмодемьянск (село, Ярославская область)
Козьмодемьянск — село в Ярославском районе Ярославской области России, входит в состав Курбского сельского поселения. 

## География
Расположено на берегу реки Которосль в 13 км на восток от центра поселения села Курба и в 24 км на юго-запад от Ярославля.

## История
Летняя церковь в селе построена в 1794 на средства князей Щербатовых, заключала в себе два престола: Пресвятой Богородицы Всех скорбящих радости и святителя Николая.
В конце XIX — начале XX село входило в состав Курбской волости Ярославского уезда Ярославской губернии.
С 1929 года село входило в состав Меленковского сельсовета Ярославского района, с 1944 по 1957 год — входило в состав Курбского района, с 2005 года — в составе Курбского сельского поселения.

## Население
| 1859 | 2007 | 2010 |
| ---- | ---- | ---- |
| 129  | ↘4   | ↗8   |

## Достопримечательности
В селе расположена недействующая Церковь иконы Божией Матери "Всех скорбящих Радость" (1794).